# St. Laurentius (Uissigheim)

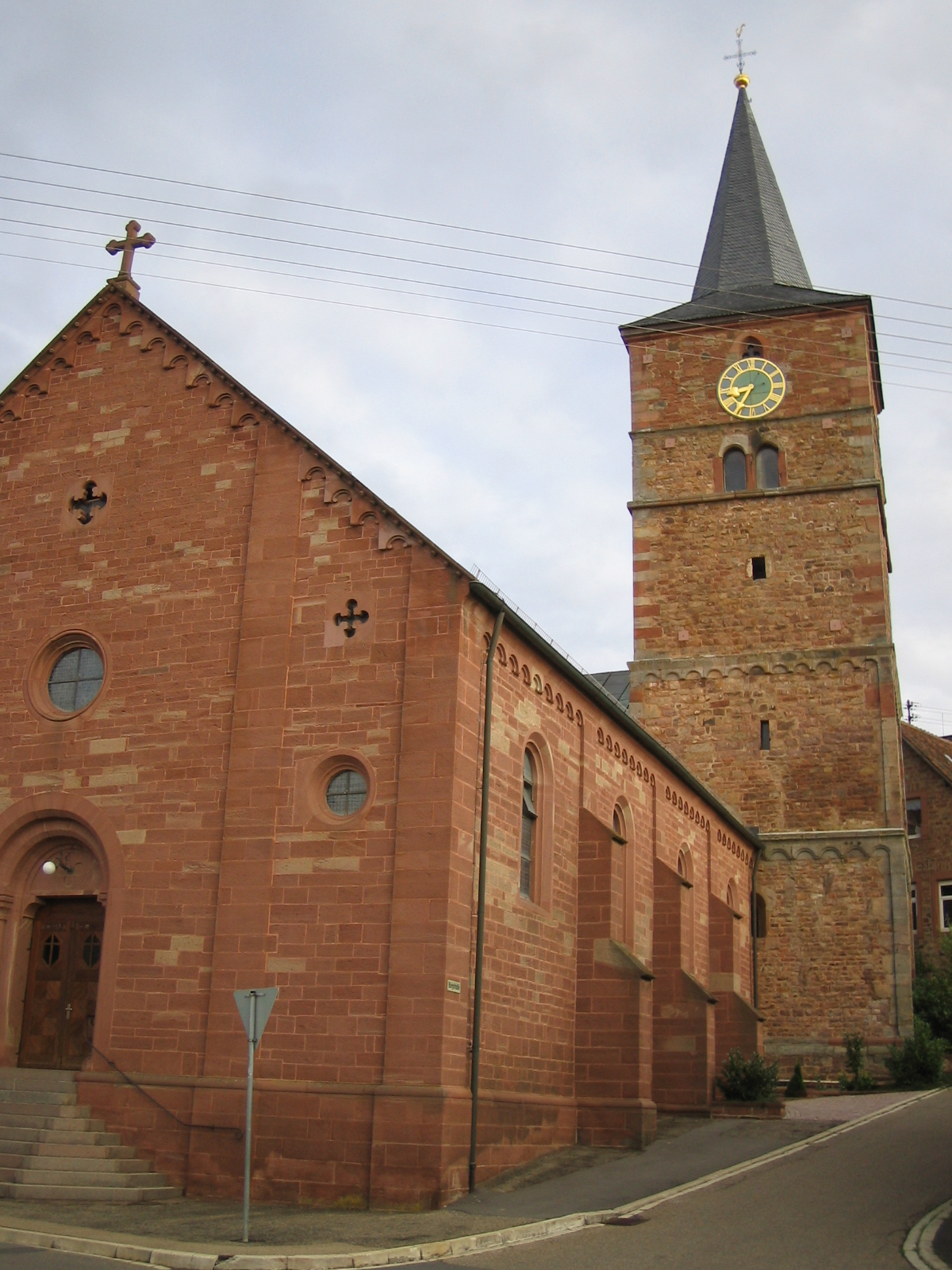
Die Laurentiuskirche in Uissigheim

Die römisch-katholische Pfarrkirche St. Laurentius in Uissigheim, einem Stadtteil von Külsheim, stammt aus dem Jahr 1847 und ist dem heiligen Laurentius von Rom geweiht. Der Laurentiuskirche ist ein Kulturdenkmal der Stadt Külsheim. Sie befindet sich an der Ritter-Arnold-Straße 33 und steht als sonstiges Denkmal unter Denkmalschutz.

## Geschichte
Der Kirchturm ist vermutlich der ehemalige Bergfried der Burg Uissigheim aus dem 12. Jahrhundert. Das Obergeschoss des Turmes wurde im 16. Jahrhundert und 1606 ausgebaut. An der Rückwand der ursprünglich spätromanischen Chorturmkirche befindet sich an der Evangelienseite das Grab und das Epitaph des Ritters Arnold (vermutlich Arnold III.). Er war 1343 als Urheber und Anstifter an Judenverfolgungen beteiligt und wurde von Herrn Gottfried von Hohenlohe gefangen genommen, später nach Kitzingen überführt und dort mit seinem eigenen Schwert enthauptet. Der Chor der Kirche ist mit einem Kreuzrippengewölbe versehen; das dreischiffige Langhaus wurde 1847 durch August Moosbrugger neu erbaut.
Die Uissigheimer Laurentiuskirche gehört zur Seelsorgeeinheit Külsheim-Bronnbach, die seit einer Dekanatsreform am 1. Januar 2008 dem Dekanat Tauberbischofsheim des Erzbistums Freiburg zugeordnet ist.

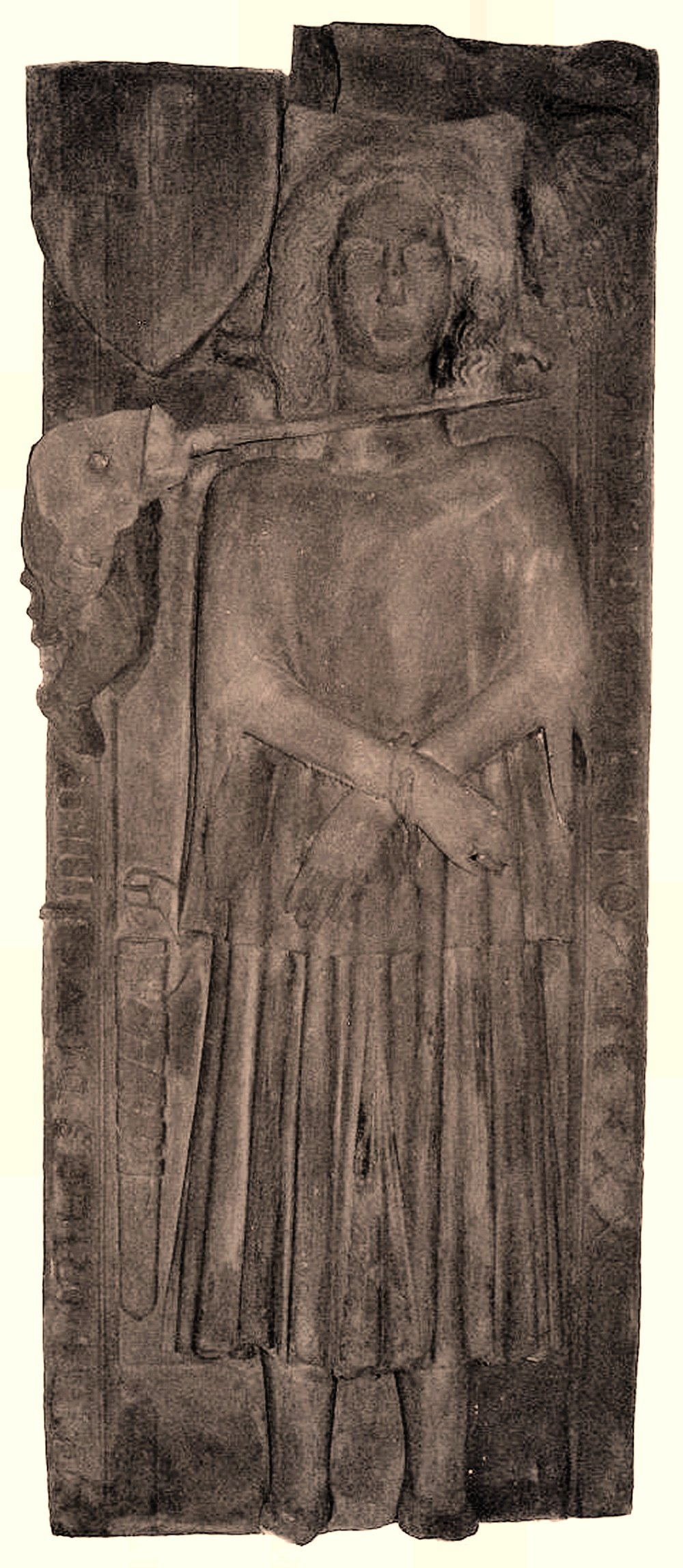
Epitaph von Ritter Arnold III.

## Ausstattung

### Orgel
Die Laurentiuskirche verfügt über eine Vleugels-Orgel, die 2003 restauriert wurde.

### Glocken
Die Pfarrkirche St. Laurentius in Uissigheim verfügt über ein einzigartiges, aus dem Mittelalter stammendes Dreiergeläut.